# Episodi di A scuola di horror
La serie televisiva A scuola di horror, composta da un'unica stagione di 13 episodi, è stata trasmessa in anteprima negli Stati Uniti da syndication dal 7 settembre 1996 al 7 dicembre 1996.
| nº | Titolo originale        | Titolo italiano | Prima TV USA      | Prima TV Italia |
| -- | ----------------------- | --------------- | ----------------- | --------------- |
| 1  | Art Intimidates Life    |                 | 7 settembre 1996  |                 |
| 2  | Teacher Creature        |                 | 14 settembre 1996 |                 |
| 3  | Back to School          |                 | 21 settembre 1996 |                 |
| 4  | Frankenturkey           |                 | 28 settembre 1996 |                 |
| 5  | Mummy Dearest           |                 | 5 ottobre 1996    |                 |
| 6  | Charlotte's Revenge     |                 | 12 ottobre 1996   |                 |
| 7  | Romeo and Ghouliette    |                 | 19 ottobre 1996   |                 |
| 8  | Gorilla My Dreams       |                 | 26 ottobre 1996   |                 |
| 9  | Mr. Fitz and Dr. Hyde   |                 | 2 novembre 1996   |                 |
| 10 | Root of All Evil        |                 | 9 novembre 1996   |                 |
| 11 | Edgar Allan Poe-Session |                 | 16 novembre 1996  |                 |
| 12 | Shmendel's Comet        |                 | 30 novembre 1996  |                 |
| 13 | Full Moon Goon          |                 | 7 dicembre 1996   |                 |